# Ситно (Пргомет)
Ситно је насељено место у саставу општине Пргомет, Сплитско-далматинска жупанија, Република Хрватска.

## Историја
До територијалне реорганизације у Хрватској налазило се у саставу старе општине Каштела.

## Становништво
На попису становништва 2011. године, Ситно је имало 144 становника.
| Број становника по пописима | Број становника по пописима | Број становника по пописима | Број становника по пописима | Број становника по пописима | Број становника по пописима | Број становника по пописима | Број становника по пописима | Број становника по пописима | Број становника по пописима | Број становника по пописима | Број становника по пописима | Број становника по пописима | Број становника по пописима | Број становника по пописима | Број становника по пописима |
| --------------------------- | --------------------------- | --------------------------- | --------------------------- | --------------------------- | --------------------------- | --------------------------- | --------------------------- | --------------------------- | --------------------------- | --------------------------- | --------------------------- | --------------------------- | --------------------------- | --------------------------- | --------------------------- |
| 1857                        | 1869                        | 1880                        | 1890                        | 1900                        | 1910                        | 1921                        | 1931                        | 1948                        | 1953                        | 1961                        | 1971                        | 1981                        | 1991                        | 2001                        | 2011                        |
| 269                         | 298                         | 292                         | 309                         | 322                         | 339                         | 422                         | 453                         | 498                         | 515                         | 510                         | 424                         | 304                         | 211                         | 164                         | 144                         |

Напомена: До 1981. исказивано под именом Ситно Горње.

### Попис1991.
На попису становништва 1991. године, насељено место Ситно је имало 211 становника, следећег националног састава:
| Попис 1991.‍ | Попис 1991.‍ | Попис 1991.‍ | Попис 1991.‍ | Попис 1991.‍ |
| ----------- | ----------- | ----------- | ----------- | ----------- |
|             |             |             |             |             |
| Хрвати      | Хрвати      |             | 204         | 96,68%      |
| непознато   | непознато   |             | 7           | 3,31%       |
| укупно: 211 |             |             |             |             |